# Aya Nagar
Aya Nagar es una ciudad censal situada en el distrito de Delhi sur,  en el territorio de la capital nacional,  Delhi (India). Su población es de 33123 habitantes (2011). 

## Demografía
Según el censo de 2011 la población de Aya Nagar era de 33123 habitantes, de los cuales 17916 eran hombres y 15207 eran mujeres. Aya Nagar tiene una tasa media de alfabetización del 88,87%, superior a la media estatal del 86,21%: la alfabetización masculina es del 94,27%, y la alfabetización femenina del 82,51%.